# Supercoppa spagnola 2008 (pallacanestro maschile)
La Supercoppa spagnola 2008  è la 5ª Supercoppa spagnola di pallacanestro maschile, organizzata dalla ACB e la 9ª edizione in generale.
Sarà disputata il 26 e il 27 settembre 2008 presso il Pabellón Príncipe Felipe di Saragozza tra i seguenti quattro club:
- Saragozza, squadra ospitante
- Saski Baskonia, campione di Spagna 2007-08
- Joventut Badalona, vincitore della Copa del Rey 2008
- Barcellona, finalista di Liga ACB 2007-08

## Tabellone
|  | Semifinali | Semifinali        | Semifinali |           |                | Finale         | Finale | Finale |  |
|  |            |                   |            |           |                |                |        |        |  |
|  | 2          | Saski Baskonia    | 73         |           |                |                |        |        |  |
|  | 2          | Saski Baskonia    | 73         |           |                |                |        |        |  |
|  | 4          | Barcellona        | 70         |           |                |                |        |        |  |
|  | 4          | Barcellona        | 70         |           | Saski Baskonia | Saski Baskonia | 86     |        |  |
|  |            |                   |            |           | Saski Baskonia | Saski Baskonia | 86     |        |  |
|  |            |                   | Saragozza  | Saragozza | 85             |                |        |        |  |
|  | 1          | Saragozza         | Saragozza  | Saragozza | 85             | 96             |        |        |  |
|  | 1          | Saragozza         |            |           |                |                |        |        |  |
|  | 3          | Joventut Badalona | 81         |           |                |                |        |        |  |

## Semifinali
| Arbitri: | Francisco de la Maza Miguel Ángel Pérez Pérez Lluis Guirao |

|                |            |                      |
| McDonald 21    | Punti      | 18 İlyasova          |
| Rakočević 4    | Assist     | 6 Grimau             |
| McDonald 8     | Rimbalzi   | 6 Bartoň, İlyasova   |
| Duško Ivanović | Allenatori | Xavier Pascual Vives |

| Arbitri: | Xavier Amorós Juan Luis Redondo José Javier Murgui |

|                   |            |                                                  |
| Quinteros 21      | Punti      | 18 Mallet                                        |
| Victoriano 4      | Assist     | 4 Ribas                                          |
| Lewis, Starosta 6 | Rimbalzi   | 4 Hernández-Sonseca, Mensah-Bonsu, Norel, Wright |
| Curro Segura      | Allenatori | Sito Alonso                                      |

## Finale
| Arbitri: | Miguel Ángel Pérez Pérez Juan Luis Redondo José Javier Murgui |

| |            | |
| Lewis 19 | Punti      | 22 Prigioni |
| Victoriano 5 | Assist     | 3 Prigioni |
| Garcés 6 | Rimbalzi   | 4 Barać, Prigioni, San Emeterio, Vidal                                                                                              |
| 8 Victoriano• 13 Quinteros• 15 Starosta• 42 Lewis• 44 Guerra 4 Lescano• 7 Phillip• 11 Green• 12 Arteaga• 14 Pérez• 22 García• 24 Garcés | Formazioni | 5 Prigioni• 8 Rakočević• 9 Vidal• 42 Barać• 45 McDonald 10 Nocedal• 11 Eslava• 12 Teletović• 19 San Emeterio• 22 Shakur• 33 Mickeal |
| Curro Segura | Allenatori | Duško Ivanović |